# توماش زاپوتوچنی
توماش زاپوتوچنی (چکی: Tomáš Zápotočný؛ زادهٔ ۱۳ سپتامبر ۱۹۸۰) بازیکن سابق و مربی فوتبال اهل جمهوری چک است.
از باشگاه‌هایی که در آن بازی کرده‌است می‌توان به باشگاه فوتبال بشیکتاش، باشگاه فوتبال بورسااسپور، باشگاه فوتبال اسپارتا پراگ، باشگاه فوتبال اودینزه، و باشگاه فوتبال اسلوان لیبرتس اشاره کرد.
وی همچنین در تیم‌های ملی فوتبال زیر ۲۱ سال جمهوری چک و جمهوری چک بازی کرده‌است.